# 永靖清福宮
23°55′26″N 120°33′40″E / 23.923940°N 120.561081°E
永靖清福宮，是位於臺灣彰化縣永靖鄉光雲村的土地祠，為陳厝厝的信仰場所，其舊廟身被列為彰化縣歷史建築。

## 廟身
清福宮舊廟身屋高二公尺，長、寬為一點六公尺，體積超過五立方公尺。是清治時期以壓船石搭建，約乾隆四十年（1775年）重建，廟身左外壁留有重修時的碑記。該碑記文章分三部分，說明建造緣由、記錄捐贈者、紀錄禁止事項。此文也收錄在文建會出版的碑文集中，捐獻人的名字與地方姓氏的族譜都相符。

## 信仰
該廟為五汴、東寧、永興、光雲村以及浮圳（半庒）重要的信仰中心。農曆二月初二，廟方舉行頭牙宴會。中秋節時，庄內民眾會恭迎彰化市南瑤宮媽祖，會同社頭鄉天門宮媽祖，並邀請庄內各宮廟眾神，由本宮福神老爺擔任先鋒官，共同遶行陳厝厝四庄半，祈求庇護村民平安。。

## 拆遷
2007年時該廟管委會以廟身太過低矮、祭祀空間狹窄為由，決定在該年7月8日拆除。同月6日，縣議員陳素月會同彰化縣政府文化局文化資產課長陳允勇、地方文史工作者張瑞和、臺北二二八紀念館館長謝英從到此廟會勘、搶救。籌建委員會的說法是永靖永興宮的王爺指示，土地公廟太低了，民眾要請神時很不方便，且廟身很老了。。廟務人員詹樹根表示，施工日與進度已規劃好，但只要相關單位可在近期提出最好的解決方式，他們會盡量配合，因此方達成初步協議，先不拆廟。當日聚集在現場的老人指出，清福宮要拆除重建，照講應是幾個村村民都要同意才對，可之前只有東寧村同意，其他村的民眾根本不知道有這回事，直到廟前豎起告示牌。之後，舊廟身被移到原地約600公尺外的永靖鄉第一公墓旁。

## 移回
2011年4月29日，彰化縣文化局舉行彰化縣政府有形文化資產審議委員會議，將此廟身以「永靖陳厝厝清福宮石板廟」之名列為候選，並說明此廟相當稀有，亦是今彰化縣僅存宏偉的石板廟。2017年文化資產審議會上，通過將身為歷史建築的永靖清福宮石板廟遷移案。該年，鄉公所獲客委會補助430萬元，公所自籌70萬元，共計500萬元，作為移回、布置的費用。為了避免鄉親疑慮，廟身定位後，廟方隨即舉行普渡。
2018年7月28日舉行石板廟公園廣場啟用典禮。揭牌人士有副縣長林明裕、鄉長詹木根、主席林大福、立委陳素月、前立委黃文玲、縣議員葉麗娟、陳秋蓉、賴澤民，參選人張欣倩、張素芬、葉繼元、調解會祕書陳鴻偉、村上國小校長鄭錫禧及光雲村長詹德如等數十人，清治時其重修捐款金額名列前茅的劉煥乎的子孫劉長被邀請見證。